# Distribución de Laplace
En estadística y en teoría de la probabilidad la distribución de Laplace es una densidad de probabilidad continua, llamada así en honor a Pierre-Simon Laplace. Es también conocida como distribución doble exponencial puesto que puede ser considerada como la relación las densidades de dos distribuciones exponenciales adyacentes. La distribución de Laplace resulta de la diferencia de dos variables exponenciales aleatorias, independientes e idénticamente distribuidas.

## Caracterización

### Densidad de probabilidad
Una variable aleatoria posee una distribución de Laplace(μ, b) si su densidad de probabilidad es

{\displaystyle f(x|\mu ,b)={\frac {1}{2b}}\exp \left(-{\frac {|x-\mu |}{b}}\right)\,\!}
{\displaystyle ={\frac {1}{2b}}\left\{{\begin{matrix}\exp \left(-{\frac {\mu -x}{b}}\right)&{\mbox{si }}x<\mu \\[8pt]\exp \left(-{\frac {x-\mu }{b}}\right)&{\mbox{si }}x\geq \mu \end{matrix}}\right.}

Siendo μ un parámetro de localización y b > 0 un parámetro de escala. Si μ = 0 y b = 1, la distribución de Laplace se dice que es estándar y su restricción a los números reales positivos es la distribución exponencial de parámetro 1/2.
La función de densidad de probabilidad de la distribución de Laplace recuerda la de la distribución normal, pero mientras la distribución normal se expresa en términos de la diferencia al cuadrado {\displaystyle (x-\mu )^{2}}, la distribución de Laplace hace intervenir la diferencia absoluta {\displaystyle |x-\mu |}. Así la distribución de Laplace presenta colas más gruesas que la distribución normal.

### Función de distribución acumulativa
La integral de la distribución de Laplace se obtiene con facilidad gracias al uso del valor absoluto. Su función de distribución acumulativa es:

| {\displaystyle F(x)\,} | {\displaystyle =\int _{-\infty }^{x}\!\!f(u)\,\mathrm {d} u} |
|                        | {\displaystyle =\left\{{\begin{matrix}&{\frac {1}{2}}\exp \left(-{\frac {\mu -x}{b}}\right)&{\mbox{si }}x<\mu \\[8pt]1-\!\!\!\!&{\frac {1}{2}}\exp \left(-{\frac {x-\mu }{b}}\right)&{\mbox{si }}x\geq \mu \end{matrix}}\right.} |
|                        | {\displaystyle =0.5\,[1+\operatorname {sgn}(x-\mu )\,(1-\exp(-\|x-\mu \|/b))].} |

La inversa de la función de distribución acumulativa es:

{\displaystyle F^{-1}(p)=\mu -b\,\operatorname {sgn}(p-0.5)\,\ln(1-2|p-0.5|).}

## Generación de una variable aleatoria con la distribución de Laplace
Dada una variable aleatoria U, generada por una distribución uniforme continua dentro del intervalo (-1/2, 1/2], la variable aleatoria

{\displaystyle X=\mu -b\,\operatorname {sgn}(U)\,\ln(1-2|U|)}

presenta una distribución de Laplace de parámetros μ y b. Esto resulta de la inversa de la función de distribución acumulativa y del método de la transformada inversa.
Una variable Laplace(0, b) puede también generarse como la diferencia de dos variables exponenciales, de parámetros 1/b, independientes. Así mismo, un distribución de Laplace(0, 1)  puede obtenerse como el logaritmo del cociente de dos variables uniformes independientes.

## Estimación de los parámetros
Dada una muestra de N variables independientes e idénticamente distribuidas (iid) x1, x2, ..., xN, un estimador {\displaystyle {\hat {\mu }}} de {\displaystyle \mu } es la mediana empírica, 
y un estimador para máxima verosimilitud de b es

{\displaystyle {\hat {b}}={\frac {1}{N}}\sum _{i=1}^{N}|x_{i}-{\hat {\mu }}|.}

## Momentos

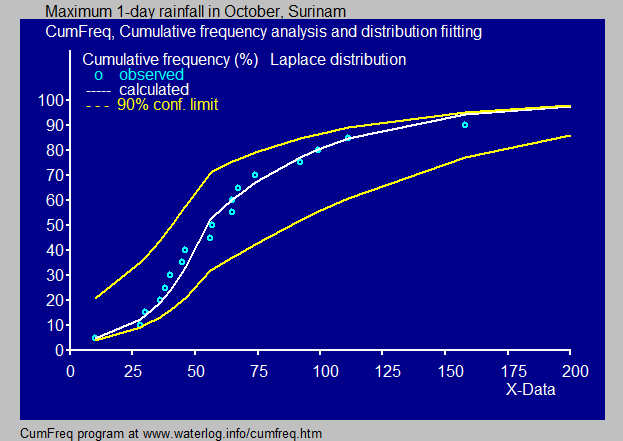
Aplicación de la distribución de probabilidad acumulada de Laplace a lluvias diárias máximas.

{\displaystyle \mu _{r}'={\bigg (}{\frac {1}{2}}{\bigg )}\sum _{k=0}^{r}{\bigg [}{\frac {r!}{k!(r-k)!}}b^{k}\mu ^{(r-k)}k!\{1+(-1)^{k}\}{\bigg ]}}

## Aplicación
- En la hidrología, se utiliza la distribución de Laplace para analizar variables aleatorias  como valores máximos de la precipitación y la descarga de ríos,[3] y además para describir épocas de sequía.[4]

La imagen azul ilustra un ejemplo de ajuste de la distribución de Weibull a lluvias máximas diarias ordenadas, mostrando también la franja de 90% de confianza, basada en la distribución binomial. Las observaciones presentan los  marcadores de posición, como parte del análisis de frecuencia acumulada.

## Distribuciones relacionadas
- Si {\displaystyle X\sim \mathrm {Laplace} (0,b)\,} entonces {\displaystyle |X|\sim \mathrm {Exponencial} (b^{-1})\,} es una distribución exponencial;
- Si {\displaystyle X\sim \mathrm {Exponencial} (\lambda )\,} y {\displaystyle Y\sim \mathrm {Bernoulli} (0.5)\,} independiente de {\displaystyle X\,}, entonces {\displaystyle X(2Y-1)\sim \mathrm {Laplace} (0,\lambda ^{-1})\,};
- Si {\displaystyle X_{1}\sim \mathrm {Exponencial} (\lambda _{1})\,} y {\displaystyle X_{2}\sim \mathrm {Exponencial} (\lambda _{2})\,} independientes de {\displaystyle X_{1}\,}, entonces {\displaystyle \lambda _{1}X_{1}-\lambda _{2}X_{2}\sim \mathrm {Laplace} \left(0,1\right)\,}.
- Si {\displaystyle V\sim \mathrm {Exponencial} (1)\,} y {\displaystyle Z\sim \mathrm {N} (0,1)\,} independiente de {\displaystyle V}, entonces {\displaystyle X=\mu +b{\sqrt {2V}}Z\sim \mathrm {Laplace} (\mu ,b)}.
- La distribución normal generalizada (version 1) iguala a la distribución de Laplace cuando su parámetro {\displaystyle \beta } es igual a 1. El parámetro de escala {\displaystyle \alpha } es entonces igual a {\displaystyle b}.